# Constantiahofje

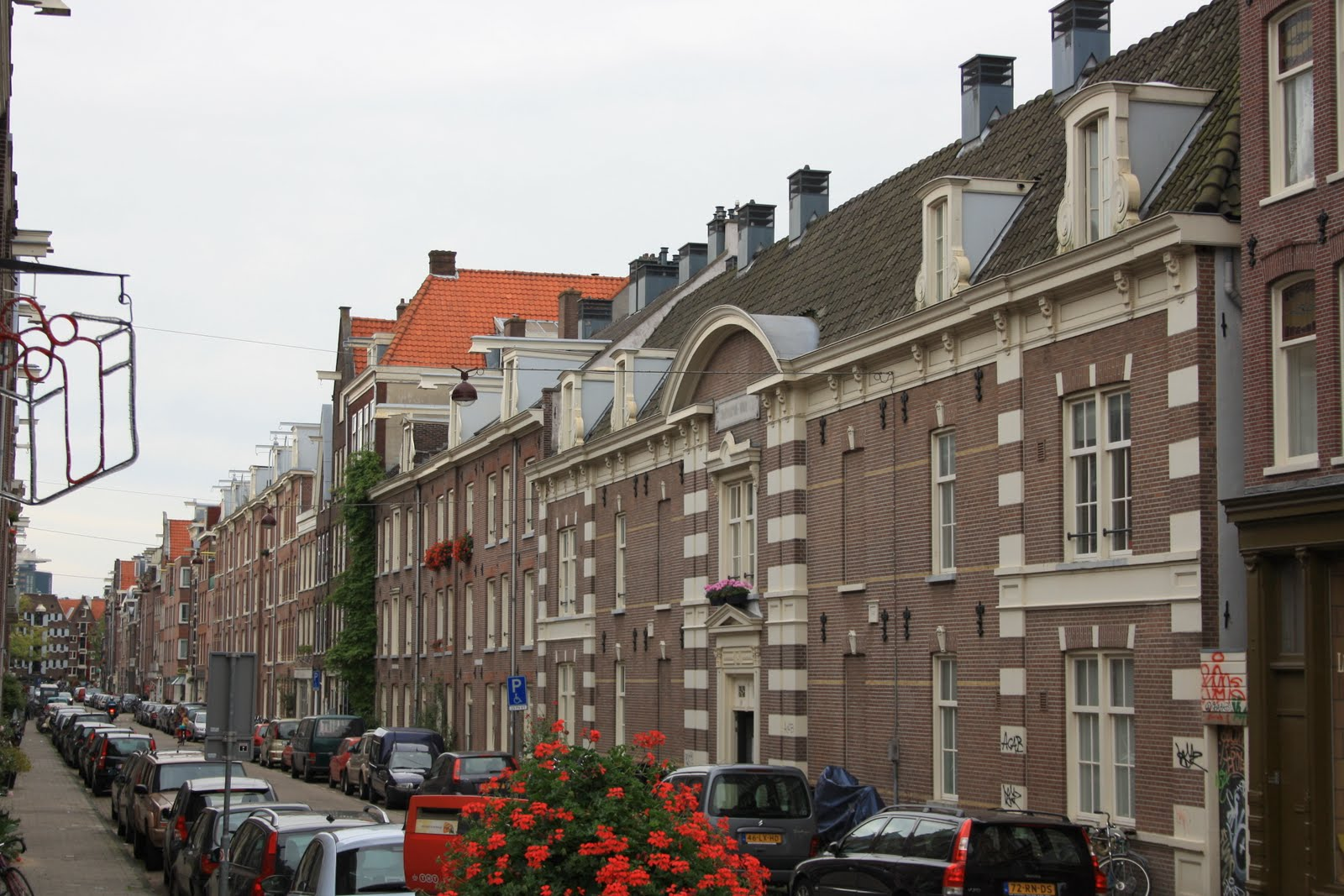
Constantiawoningen, 1863/64

Constantia is een woningbouwcomplex rondom een groen binnenhof aan de Willemsstraat 149-165 in Amsterdam, dat in 1863 in neoclassicistische stijl werd gebouwd. De 36 woningen werden in opdracht van de 'Stichting voor den Ambachtsstand - Constantia Woningen' ontworpen door architect Pieter Johannes Hamer.
De woningen waren (vrij van huur) bestemd voor werklieden ouder dan zestig jaar die minstens twaalf jaar bij één en dezelfde patroon in enig vak van nijverheid waren werkzaam geweest. Het hofje is sinds 2002 een rijksmonument.

## Indeling

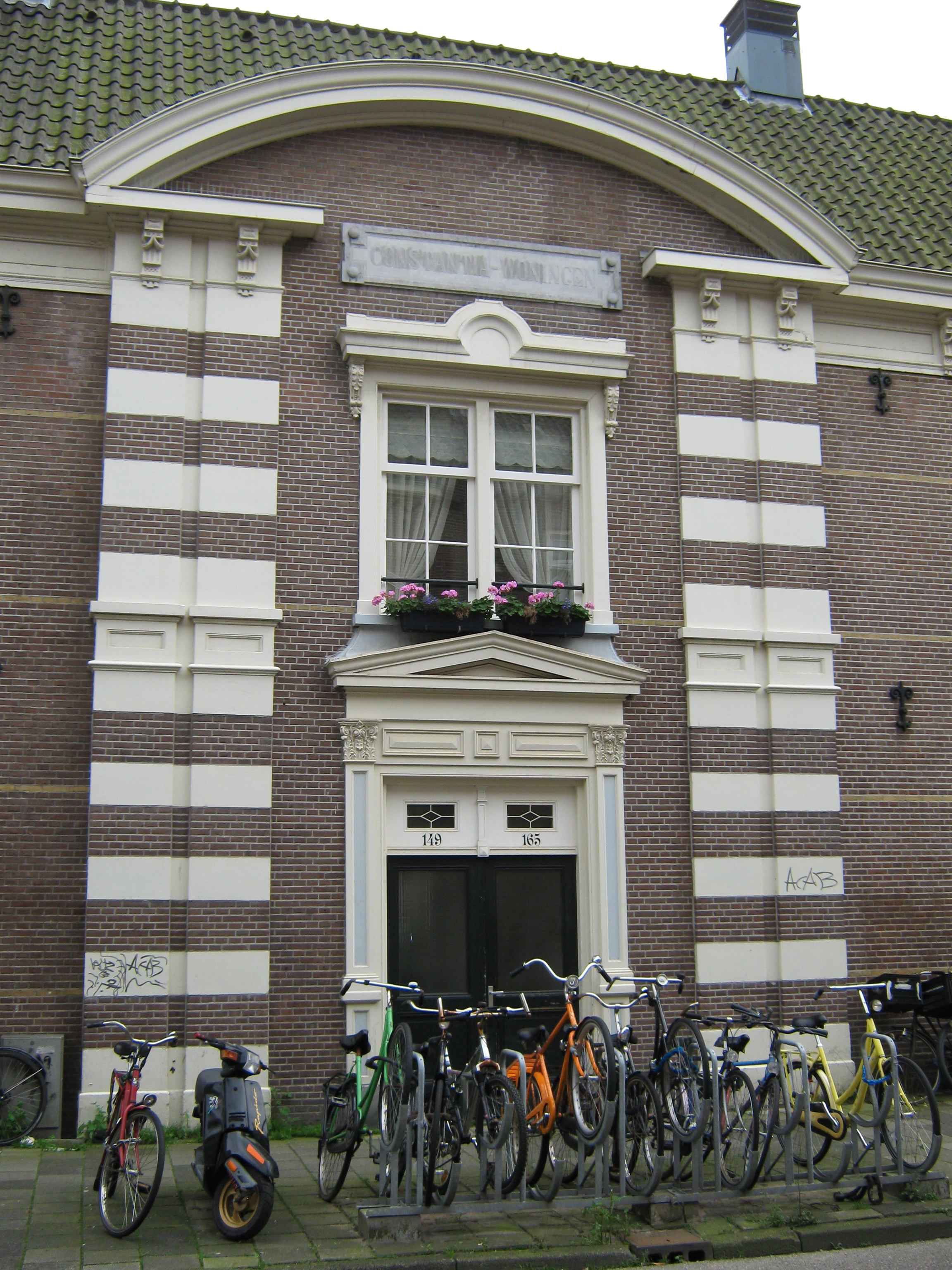
Entree van Constantiahofje

De entree heeft een klassieke opzet zoals veel hofjes in Nederland zijn opgezet. Ook de plattegrond ervan is traditioneel. Boven de deuren zijn bovenlichten te zien die zijn versierd met een levensboommotief. In het hofje stond een waterpomp en er was een bleekweide ingericht. Boven de achtervleugel aan het binnenhof staat een torentje, zoals vaker te zien is in traditionele hofjes.
In 1868 bouwde de stichting naast het hofje nog 12 woningen (Willemsstraat 145 en 147). Waarschijnlijk in 1873 volgden de vrijwel identieke woningen aan de Willemsstraat 143, alles ontworpen door Pieter Hamer. Op deze panden zijn de gevelletters Constantia woningen aangebracht.

## Naam
De woningen werden vernoemd naar Constantia van Loon, de vrouw van Joshua van Eik, de voorzitter van de Vereeniging ten behoeve der Arbeidersklasse te Amsterdam (VA). De voorzitter van deze vereniging richtte in 1863 de Stichting voor den Ambachtsstand - Constantiawoningen op, als een onderafdeling van de Vereeniging, speciaal voor de bouw van deze woningen.

## Eigendom en gebruik

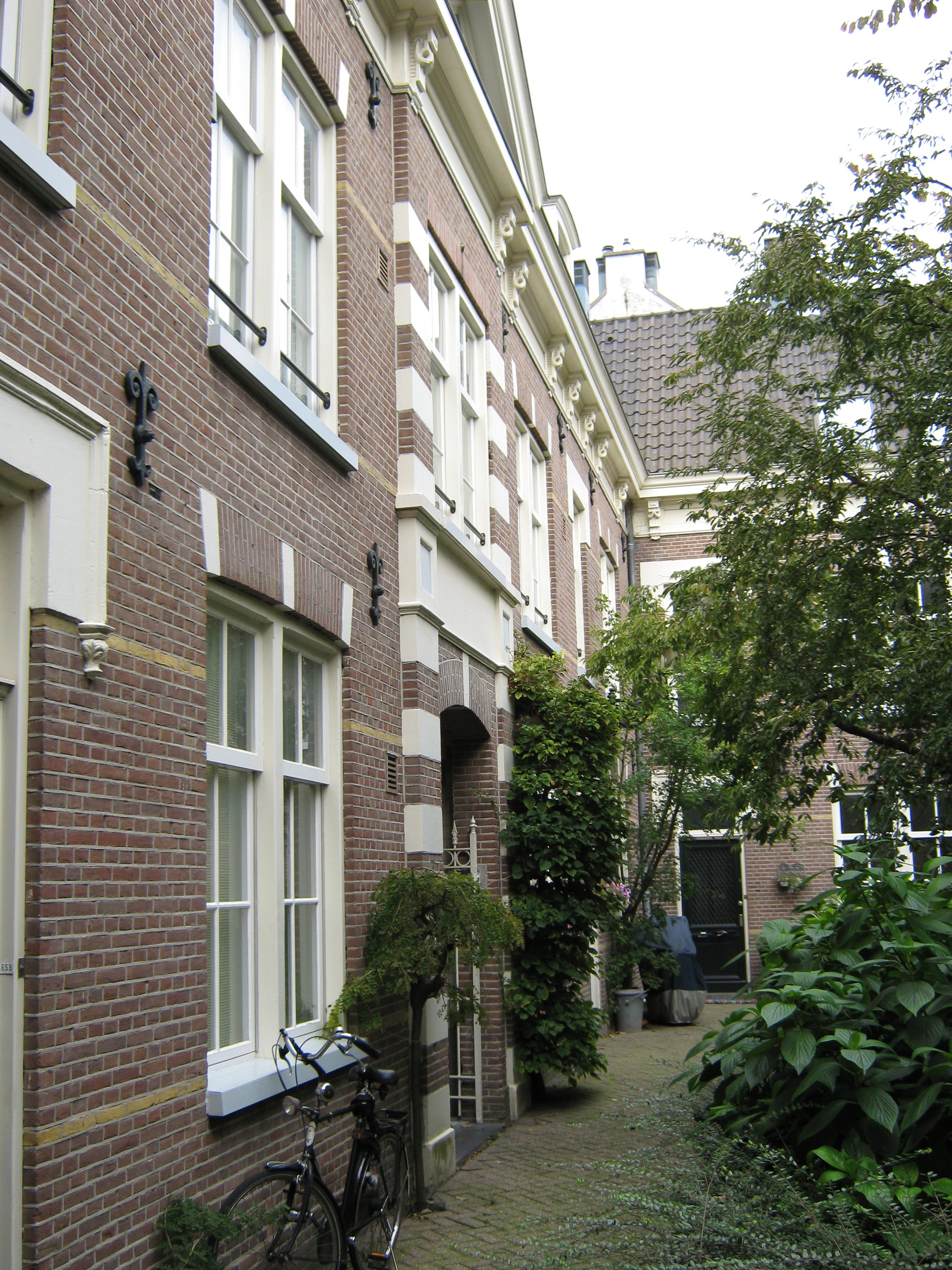
Constantiahofje

Na de dood van het echtpaar Van Eik in 1878 kreeg de stichting de naam Vereeniging Van Eik Stichting-Constantia-Woningen, die het hofje ging beheren. In 1921 droeg deze stichting de woningen over aan de VA. De bejaarden die er toen nog woonden, mochten er tot hun dood vrij van huur blijven wonen. De gemeente kocht in 1962 alle aandelen van de vereniging, op een na. De VA droeg in 1973 het beheer en onderhoud van al haar vastgoedbezit over aan het Woningbedrijf Amsterdam, een dienstonderdeel van de gemeente Amsterdam. Dit gebeurde omdat het voor de woningbouwvereniging steeds moeilijker werd om dit zelf te bekostigen uit de lage huuropbrengsten. De gemeente kocht het toen nog niet. Dat gebeurde alsnog in 1984, nadat een patstelling met 's Rijks fiscus werd beslecht.

## Renovatie
Tussen 1980 en 1990 heeft het Gemeentelijk Woningbedrijf Amsterdam alle woningen gerenoveerd. Daarbij werden ook de plattegronden ingrijpend gewijzigd. De oorspronkelijke eenkamerwoningen zijn toen samengevoegd tot grotere eenheden.
Het Gemeentelijk Woningbedrijf Amsterdam werd in 1994 geprivatiseerd in de Stichting Het Woningbedrijf Amsterdam. Tussen 2004 en 2014 fuseerde deze stichting met woningcorporaties in Amsterdam, Almere, Haarlem, Haarlemmermeer, Noord-Kennemerland en Weesp tot de huidige Stichting Ymere, waardoor een van de grootste woningcorporaties van Nederland ontstond. De Constantiawoningen worden daardoor tegenwoordig verhuurd door deze woningcorporatie, volgens de toewijzingsregels die gelden voor alle sociale woningbouw.